# Geneva-on-the-Lake
Geneva-on-the-Lake est une localité du comté d'Ashtabula dans l'État de l'Ohio aux États-Unis, située sur la rive sud du lac Érié à une heure de route de Cleveland. En 2000, elle comptait 1 545 habitants, sa superficie est de 5,3 km2. Le village se construisit au tout début des années 1800, tout d'abord agricole, il est maintenant un lieu de villégiature renommé de l'Ohio. 
C'est en 1869 que Cullen Spencer décida de mettre en valeur sa propriété du bord du lac, qui comprenait déjà un hôtel, en abattant une grande quantité d'arbres afin de créer un parc et un accès au lac Érié. Il y ouvrit un lieu de pique-nique payant nommé Sturgeon Point, le 4 juillet 1869 (jour de la fête nationale). Il y adjoindra ensuite un manège de chevaux de bois à vapeur et un embarcadère.  Le premier complexe touristique de Geneva-on-the-Lake était né.
Dans les années 1900 vous auriez pu rencontrer dans les environs John D. Rockefeller, Harvey Firestone et Henry Ford qui avaient pris l'habitude de venir y camper et y pêcher pour échapper au tumulte et à la pollution de Cleveland et autres villes industrielles de l'Ohio.